# José Luis Santiago Vasconcelos
José Luis Santiago Vasconcelos (México, D. F., 7 de junio de 1957-ibídem, 4 de noviembre de 2008) fue un abogado mexicano egresado de la Universidad Nacional Autónoma de México.
Trabajó en la Procuraduría General de la República, desde 1993, pasó de combatir al narcotráfico a subprocurador Jurídico y de Asuntos Internacionales, fue subprocurador de la SIEDO y se desempeñaba como titular de la Secretaría Técnica para la implementación de las recientes reformas constitucionales en materia de seguridad y justicia penal.

## Muerte
El 4 de noviembre de 2008, falleció cuando el avión Learjet 45 matrícula XC-VMC en el que viajaba procedente de San Luis Potosí, se estrelló en la Ciudad de México. El coordinador del comité de investigación sobre el accidente informó, un año después, que una serie de errores cometidos por el controlador de vuelos y los pilotos del avión pudieron ser las causas del desplome, aunque las dudas sobre un supuesto asesinato no han sido despejadas.